# هولگر گرانستروم
هولگر گرانستروم (فنلاندی: Holger Granström; ۲۵ دسامبر ۱۹۱۷ – ۲۲ ژوئیهٔ ۱۹۴۱) بازیکن فوتبال، و بازیکن هاکی روی یخ اهل فنلاند بود.
از باشگاه‌هایی که در آن بازی کرده‌است می‌توان به باشگاه فوتبال کیفن اشاره کرد.